# مبارك وليد
مبارك وليد، حكم كرة قدم قطري دولي سابق.
و قد حكم في كأس الخليج 1976، وقد أدار مباراة منتخب الكويت لكرة القدم ومنتخب الإمارات لكرة القدم في 3 ابريل 1976، وقد أدار مباراة منتخب الإمارات لكرة القدم ومنتخب عمان لكرة القدم في 10 ابريل 1976.